# (34474) 2000 SJ116
2000 SJ116 (asteroide 34474) é um asteroide da cintura principal. Possui uma excentricidade de 0.06682330 e uma inclinação de 3.05924º.
Este asteroide foi descoberto no dia 24 de setembro de 2000 por LINEAR em Socorro.